# F. M. Schilling
F. M. Schilling (auch: FM Schilling oder Deutsche Industrie F.M.S.) war eine im 19. Jahrhundert in Sonneberg gegründete Puppenfabrik.

## Geschichte
Die Firma F. M. Schilling wurde 1871 gegründet und produzierte bis in die 1920er Jahre hinein Puppen aus Papiermaché, Gummi und Wachs sowie Massen, die aus verschiedenen Materialien komponiert waren.
1878 ließ das Unternehmen die Schutzmarke Biskuit-Facon eintragen für ein von Schilling entwickeltes „[...] dauerhaftes Papiermachee-Material“. Im Folgejahr 1879 wurde die Marke mit dem geflügelten Engelskopf und den Wörtern „Fabrikmarke deponiert“ eingetragen.